# Vinassan
Vinassan (okzitanisch Vinaçan) ist eine französische Gemeinde mit 2665 Einwohnern (1. Januar 2022) im Département Aude in der Region Okzitanien. Sie gehört zum Arrondissement Narbonne und zum Gemeindeverband Le Grand Narbonne.

## Geografie
Die Gemeinde Vinassan liegt fünf Kilometer nordöstlich von Narbonne und etwa zwölf Kilometer von der Mittelmeerküste entfernt. Der östlich der Autoroute A9 gelegene Teil des Gemeindegebietes von Vinassan ist Bestandteil des Regionalen Naturparks Narbonnaise en Méditerranée. Zur Gemeinde gehören die Weiler Marmorières und Saint-Félix.
Das Gemeindegebiet erstreckt sich von der zwischen Aude und den großen Lagunen Étang de Bages-Sigean und Étang de l’Ayrolle liegenden Ebene im Westen bis auf die Höhen des Massif de la Clape (auch Montagne de la Clape genannt) im Osten. Das isoliert liegende, maximal 214 Meter Höhe erreichende Bergmassiv ist nur etwa 150 km² groß und bildet den nordöstlichsten Ausläufer der Pyrenäen.
Die Gemeinde Vinassan grenzt im Norden an Salles-d’Aude, im Nordosten an Fleury, im Osten und Westen an Narbonne, im Süden an Armissan sowie im Nordwesten an Coursan.

## Bevölkerungsentwicklung
Die meernahe Lage und die geringe Entfernung zur Stadt Narbonne begünstigten einen stetigen Bevölkerungsanstieg. Durch neue Baugebiete nördlich und westlich des alten Dorfkerns wuchs die Siedlungsfläche seit den 1980er Jahren um fast das Doppelte.
| Jahr      | 1962 | 1968 | 1975 | 1982 | 1990 | 1999 | 2006 | 2015 | 2022 |
| Einwohner | 734  | 817  | 878  | 980  | 1427 | 2004 | 2184 | 2661 | 2665 |

Im Jahr 1806 wurde mit 221 Bewohnern die bisher geringste Einwohnerzahl ermittelt. Die Zahlen basieren auf den Daten von annuaire-mairie und INSEE.

## Sehenswürdigkeiten
- Der ehemalige Eiskeller, den noch Kardinal Richelieu für zehn Jahre konzessionierte, ist heute größtenteils verfallen. Das Eis wurde damals mit Pferdewagen aus der etwa 50 Kilometer entfernten Montagne Noire geholt und hielt manchmal nur bis in den Frühsommer.[3]
- Die romanische Kirche Saint-Martin aus dem 11. Jahrhundert wurde 1896 rekonstruiert. Sie ist als historisches Denkmal (Monument historique) klassifiziert.[4]

## Wirtschaft und Infrastruktur
Der ebene Westen des Gemeindeareals wird landwirtschaftlich intensiv genutzt. Hier sowie im hügeligen Nordosten der Gemeinde ist der Weinbau vorherrschend, dessen Lagen zum kleinen Weinbaugebiet La Clape gehören, unmittelbar nordöstlich des Weinbaugebietes Corbières gelegen. In der Gemeinde sind 50 Winzer und neun Landwirtschaftsbetriebe ansässig (Getreide- und Gemüseanbau, Geflügelzucht).
Durch das Gemeindegebiet von Vinassan führt die Autoroute A9. Die fünf Kilometer entfernte Stadt Narbonne ist ein überregional bedeutsamer Verkehrsknoten.

## Belege
1. ↑  Vinassan auf cassini.ehess
2. ↑  Vinassan auf INSEE
3. ↑  La Glacière de Vinassan auf vinassan.fr. Archiviert vom Original (nicht mehr online verfügbar) am 13. November 2010; abgerufen am 19. Februar 2011 (französisch).  Info: Der Archivlink wurde automatisch eingesetzt und noch nicht geprüft. Bitte prüfe Original- und Archivlink gemäß Anleitung und entferne dann diesen Hinweis.
4. ↑  Eintrag in der Base Mérimée, einer Datenbank des französischen Kulturministeriums. Abgerufen am 19. Februar 2011 (französisch).
5. ↑  Landwirtschaftsbetriebe und Winzer auf annuaire-mairie.fr (französisch)